# Biscione (Fininvest)
Il biscione è il logo distintivo  delle aziende del gruppo di Silvio Berlusconi, tra cui Mediaset.

## Origini
Il biscione di Fininvest è ispirato al biscione dei Visconti, uno dei simboli di Milano. Altre società milanesi utilizzano il biscione nei loro emblemi, per esempio l'Alfa Romeo nell'automobilismo e in passato  nel calcio l'Inter, nonché sempre in passato la compagnia assicuratrice Norditalia.

## Storia
Il logo del biscione nasce nel 1974 come simbolo del nuovo quartiere di Segrate, Milano 2 realizzato dall'impresa edile Edilnord di Silvio Berlusconi. Per simboleggiare la vastità degli spazi verdi del quartiere e il rapporto con Milano, viene scelta una versione stilizzata del biscione dei Visconti, con tuttavia una modifica sostanziale: nell'antico simbolo il serpente ha in bocca una figura umana, sostituita nella versione berlusconiana da un fiore.
A fine decennio viene utilizzato come logo di Telemilano 58, la cui sede principale è appunto Milano 2, diventando così il logo della holding finanziaria Fininvest. Nel 1980 Telemilano 58 viene trasformata in Canale 5.

Il simbolo di Milano 2, con la primissima apparizione del biscione.
Il primo logo di Canale 5, utilizzato dal 1980 al 1985.

### Variazioni
Il logo del biscione originale, ha avuto negli anni diverse variazioni, tra le aziende del gruppo Fininvest.
|  | Nel logo della Fininvest, è visibile solo la testa del biscione e il primo "spicchio" della coda, circondati in un cerchio. Con diverse variazioni di colore, viene utilizzato dalla maggioranza delle aziende Fininvest, per esempio il gruppo televisivo Mediaset (colore blu), Mediatrade (colore giallo-oro, dal 1998 al 2006), la società di aerotrasporti Alba (colore giallo-oro), il Teatro Manzoni di Milano (colore blu) e Milano 3 (colore rosso). Tuttavia, può essere un semicerchio (dal 1996) o essere anche del tutto assente (come negli anni ottanta). Il logo della Fininvest è visibile anche all'interno del logo di Medusa Film. Nel colore giallo-oro il fiore era utilizzato dalla Silvio Berlusconi Communications (dal 1986 al 1995). Il colore rosso era usato anche dalla Standa dal 1988 al 1996. |
|  | Nel logo di Canale 5 utilizzato dal 23 settembre 1985 (fino al 1986 con la cornice attorno e la scritta canale 5 sotto) al 22 maggio 2001 il 5 è più grande, mentre la scritta "canale 5" e la coda del biscione sono assenti. |
|  | Nel logo di Canale 5 utilizzato dal 22 maggio 2001 al 16 aprile 2018 la testa del biscione non ha spigolosità. |
|  | Nel logo di Canale 5 utilizzato dal 16 aprile 2018 la testa del biscione è fusa con la parte superiore del numero 5. |
|  | Nel logo attuale della Mediaset, utilizzato a partire dal 2005, la testa del biscione è senza spigolosità come nel logo di Canale 5. Per molti anni è stato identico a quello Fininvest, con la sola differenza del fiore blu, anziché verde acqua. Inoltre, lo stesso logo viene utilizzato anche per le aziende del gruppo Mediaset, per esempio RTI. |
|  | Nello storico logo della Banca Mediolanum troviamo il fiore, ma al posto della testa del biscione ne troviamo qualcosa di simile nella forma ma suddivisa in tre parti, perché in realtà si tratta di una statistica. |
|  | Il logo di Mediaset Premium usato dall'8 maggio 2009 al 22 giugno 2015 mostra la testa del biscione senza spigolosità rovesciata. Nel logo precedente, utilizzato fino al 7 maggio 2009, era presente il logo Mediaset del 2005. |
|  | Nel logo del TG5 in uso dal 16 aprile 2018 è visibile la testa del biscione, ora parte integrante del numero 5 (come accade nel nuovo logo di Canale 5, ma senza fiore in bocca). |

In alcune aziende e prodotti del gruppo Mediaset viene utilizzato solo il fiore ad otto petali.
|  | Nel logo di Mediashopping viene utilizzato il fiore giallo, anche se in quello attuale ha gli otto petali separati.                                                                                             |
|  | Nel logo di Mediafriends ONLUS è visibile il fiore di colore verde con un sorriso. Lo stesso fiore sorridente viene utilizzato anche per l'iniziativa La fabbrica del sorriso, però di colore blu e più grande. |
|  | Nel logo del canale La5 viene utilizzato il fiore di colore rosa con all'interno un 5 con lo stesso font di Canale 5.                                                                                           |